# Birlenbach
Pour l’article homonyme, voir Birlenbach (Bas-Rhin).
Birlenbach est une municipalité du Verbandsgemeinde Diez, dans l'arrondissement de Rhin-Lahn, en Rhénanie-Palatinat, dans l'ouest de l'Allemagne.

## Quartiers
- Fachingen.